# Трейнер (Пенсільванія)
Трейнер (англ. Trainer) — місто (англ. borough) в США, в окрузі Делавер штату Пенсільванія. Населення — 1976 осіб (2020).

## Географія
Трейнер розташований за координатами 39°49′26″ пн. ш. 75°24′17″ зх. д. / 39.82389° пн. ш. 75.40472° зх. д. (39.823981, -75.404753).  За даними Бюро перепису населення США в 2010 році місто мало площу 3,56 км², з яких 2,74 км² — суходіл та 0,82 км² — водойми.

## Демографія
Згідно з переписом 2010 року, у селищі мешкало 1828 осіб у 625 домогосподарствах у складі 466 родин. Густота населення становила 513 осіб/км².  Було 667 помешкань (187/км²).
Расовий склад населення:
| - 76,4 % — білих - 18,9 % — чорних або афроамериканців - 0,5 % — азіатів - 0,3 % — корінних американців - 1,7 % — осіб інших рас |

До двох чи більше рас належало 2,2 %. Частка іспаномовних становила 5,5 % від усіх жителів.
За віковим діапазоном населення розподілялося таким чином: 28,0 % — особи молодші 18 років, 60,8 % — особи у віці 18—64 років, 11,2 % — особи у віці 65 років та старші. Медіана віку мешканця становила 33,2 року. На 100 осіб жіночої статі у селищі припадало 92,2 чоловіків;  на 100 жінок у віці від 18 років та старших — 90,9 чоловіків також старших 18 років.
Середній дохід на одне домашнє господарство  становив 58 282 долари США (медіана — 42 500), а середній дохід на одну сім'ю — 59 862 долари (медіана — 48 854). Медіана доходів становила 41 944 долари для чоловіків та 27 321 долар для жінок. За межею бідності перебувало 21,4 % осіб, у тому числі 30,4 % дітей у віці до 18 років та 4,3 % осіб у віці 65 років та старших.
Цивільне працевлаштоване населення становило 651 особа. Основні галузі зайнятості: освіта, охорона здоров'я та соціальна допомога — 20,1 %, виробництво — 14,4 %, будівництво — 10,9 %, роздрібна торгівля — 10,0 %.